# Miloš Kaláb (Soziologe)
Miloš Kaláb (* 14. Dezember 1920 in Prag; † 2. Januar 1994 ebenda) war ein tschechoslowakischer und tschechischer Soziologe und Pädagoge.

## Leben
Nach seinem Studium der Philosophie, Soziologie und Pädagogik an der Karlsuniversität (abgeschlossen 1948) hielt Kaláb 1948–1963 Vorlesungen an der philosophischen und pädagogischen Fakultät der Karlsuniversität in Prag. 1950 wurde er als Dozent angestellt. 1960 erhielt er die Professur, 1958 wurde er zum stellvertretenden Dekan, 1959–1961 zum Dekan der philosophischen Fakultät. 1957–1962 war er Direktor des (mehrfach umbenannten) Instituts Ústav sociálně politických věd UK (Institut der sozialpolitischen Wissenschaften der Karlsuniversität). Danach lehrte Kaláb ab 1963 an der Fakultät für gesellschaftliche Wissenschaften der (nur für Studenten aus der Dritten Welt zugänglichen) Universität des 17. November, an der er 1963–1965 auch Dekan war und von wo er sich für in Ungnade gefallene Kollege einsetzte. In den 1960er Jahren war Kaláb Mitglied des wissenschaftlichen Kollegiums für Philosophie und Soziologie der Tschechoslowakischen Akademie der Wissenschaften. 1965 war Kaláb Gründungsmitglied des neuen Sociologický ústav ČSAV (SÚ ČSAV, Soziologisches Institut der Tschechoslowakischen Akademie der Wissenschaften) und im Zeitraum 1965–1970 ebenfalls dessen Direktor; dieses Institut bildete eine wesentlich Rolle als eine wichtige organisatorische und intellektuelle Basis der Soziologie der damaligen Zeit. 1966–1970 war er Redaktionsmitglied der Zeitschrift Sociologický časopis / Czech Sociological Review, 1970 kurzfristig deren Chefredakteur. Kaláb war ebenfalls 1964–1970 im Hauptkomitee der Československá sociologická společnost při ČSAV (ČSSS, Tschechoslowakische Soziologische Gesellschaft [der Akademie der Wissenschaften der Tschechoslowakei]) und vertrat sie 1966–1970 in der International Sociological Association (ISA). Praktisch all seine Funktionen und Beschäftigungen im Bereich Soziologie verlor Kaláb 1970. Danach war er als wissenschaftlicher Mitarbeiter in einem pädagogischen Forschungsinstitut in Prag tätig.
Thematisch orientierte sich Kalábs wissenschaftliches Interesse auf methodologischen Fragen der Soziologie, auf die Theorie der sozialen Systeme sowie auf die Fragen der Entwicklung und Integration der Persönlichkeit im Bildungs- und Erziehungsprozessen. Obwohl Kalábs publizistische Tätigkeit im Bereich Soziologie relativ übersichtlich ist, wird er als eine Persönlichkeit hoch geschätzt, die zu Entwicklung der tschechoslowakischen Soziologie insbesondere in den 1960er Jahren entscheidende Impulse beigesteuert haben, teilweise auch später. Er trug wesentlich zur „Herausbildung organisatorischer und administrativ-politischer Voraussetzungen für die Etablierung der marxistischen Soziologie als einer autonomen Wissenschaft“ bei. Bereits 1956 schlug Kaláb vor, die Lehre vom „wissenschaftlichen Kommunismus“ sowjetischer Prägung durch die neue marxistische Soziologie zu ersetzen, was in der damaligen Zeit nur eine utopische Forderung blieb.
Seine Grundgedanken über die marxistische Soziologie hat Kaláb auch international vorgetragen, dies zum Beispiel zusammen mit Zdeněk Strmiska bei dem VI. Weltkongress für Soziologie in Evian 1966, die von einer größeren Delegation tschechoslowakischer Soziologen besucht wurde.
Miloš Kaláb, der sich in der Zeit des Protektorats Böhmen und Mähren in der tschechoslowakischen Widerstandsorganisation Předvoj engagierte, trat gleich nach der Befreiung 1945 der kommunistischen Partei bei. 1970 wurde seine Mitgliedschaft gestrichen.

## Werke
- Augustin Smetana, Rovnost, Brünn 1951
- O sborníku prací J. V. Stalina „Marxismus a národnostní a koloniální otázka“, Orbis, Prag 1953
- O životě a díle Karla Marxe, Orbis, Prag 1954
- O pravém vlastenectví, Orbis, Prag 1954
- Postavení a úloha odvětví školství ve společenském systému: Nástin obecné makrospolečenské teorie školství, Prag 1983
- Modernizace cílů a obsahu výchovně vzdělávacího procesu z hlediska rozvoje osobnosti žáka, SPN, Prag 1986

und andere.